# Ervin Dragšič
Ervin Dragšič, né le 22 octobre 1974, à Maribor, en République fédérative socialiste de Yougoslavie, est un ancien joueur de basket-ball slovène. Il évolue au poste de meneur.